# Криптон
За други значения вижте Криптон (пояснение).
Вижте пояснителната страница за други значения на Криптон.
Криптон (на гръцки: κρυπτός; букв. – „скритият“), Kr е химичен елемент от период 4, група 18 с атомен номер 36 и атомна маса 83,80 u. Природният криптон е смес от шест устойчиви изотопа. Изкуствено са получени и радиоактивни изотопи. Инертен газ без цвят и мирис с температура на топене -156,6 °C и температура на кипене -152,9 °C. Открит е през 1897 година от английския физик и химик Уилям Рамзи. Намира се в атмосферата – 100 л въздух съдържат 0,114 mL криптон. Образува съединения, чиито съставки са свързани със силите на Ван дер Ваалс. Криптон се получава чрез ректификация на течен въздух. Използва се в електровакуумната техника.
Любопитен факт е, че с наименованието на елемента са кръстили родната планета на героя Супермен, и единственото му слабо място – Криптонитът.